# Френк Паркер (тенісист)
Френк Паркер (англ. Frank Parker; 31 січня 1916 — 24 липня 1997) — колишній американський тенісист.
Найвищу одиночну позицію світового рейтингу — 1 місце досяг 1948 року (за даними Джона Олліффа).
Здобув 74 одиночні титули.
Перемагав на турнірах Великого шолома в одиночному та парному розрядах.
Завершив кар'єру 1971 року.

## Фінали турнірів Великого шолома

### Одиночний розряд (4–2)
| Результат | Рік  | Турнір            | Покриття | Суперник                   | Рахунок                 |
| --------- | ---- | ----------------- | -------- | -------------------------- | ----------------------- |
| Поразка   | 1942 | Чемпіонат США     | Трава    | Тед Шредер                 | 6–8, 5–7, 6–3, 6–4, 2–6 |
| Перемога  | 1944 | Чемпіонат США     | Трава    | Білл Талберт               | 6–4, 3–6, 6–3, 6–3      |
| Перемога  | 1945 | Чемпіонат США     | Трава    | Вільям Талберт             | 14–12, 6–1, 6–2         |
| Поразка   | 1947 | Чемпіонат США     | Трава    | Джек Креймер               | 6–4, 6–2, 1–6, 0–6, 3–6 |
| Перемога  | 1948 | Чемпіонат Франції | Ґрунт    | Ярослав Дробний (тенісист) | 6–4, 7–5, 5–7, 8–6      |
| Перемога  | 1949 | Чемпіонат Франції | Ґрунт    | Бадж Петті                 | 6–3, 1–6, 6–1, 6–4      |

### Парний розряд (3–2)
| Результат | Рік  | Турнір               | Покриття | Партнер        | Суперники                   | Рахунок                 |
| --------- | ---- | -------------------- | -------- | -------------- | --------------------------- | ----------------------- |
| Поразка   | 1933 | Чемпіонат США        | Трава    | Френк Шилдс    | Джордж Лот Лестер Стоуфен   | 13–11, 7–9, 7–9, 3–6    |
| Перемога  | 1943 | Чемпіонат США        | Трава    | Джек Креймер   | Білл Талберт Девід Фрімен   | 7–5, 8–6, 3–6, 6–1      |
| Поразка   | 1948 | Чемпіонат США        | Трава    | Тед Шредер     | Гарднар Маллой Білл Талберт | 6–1, 7–9, 3–6, 6–3, 7–9 |
| Перемога  | 1949 | Чемпіонат Франції    | Ґрунт    | Панчо Гонсалес | Юстас Фаннін Ерік Стерджесс | 6–3, 8–6, 5–7, 6–3      |
| Перемога  | 1949 | Вімблдонський турнір | Трава    | Панчо Гонсалес | Гарднар Маллой Тед Шредер   | 6–4, 6–4, 6–2           |

## Часовий графік результатів
1949 року Паркер став професіоналом, отож до початку Відкритої ери він не мав права на участь у турнірах Великого шлему.
| W | Ф | ПФ | ЧФ | #Р | КТ | К# | DNQ | A | NH |

(A*) 1-set matches in preliminary rounds.
|                                        | 1932                   | 1933                   | 1934                   | 1935                   | 1936                   | 1937                   | 1938                   | 1939                   | 1940                   | 1941                   | 1942                   | 1943                   | 1944                   | 1945                   | 1946                   | 1947                   | 1948                   | 1949                   | 1950                   | 1951                   | 1951                   | 1952                   | 1953                   | 1954                   | 1954                   | 1955                   | 1956                   | 1957                   | 1958                   | 1959                   | 1960                   | 1961                   | 1962-1967              | 1968                   | SR     | В-П   | Win % |
| Турніри Великого шлему                 | Турніри Великого шлему | Турніри Великого шлему | Турніри Великого шлему | Турніри Великого шлему | Турніри Великого шлему | Турніри Великого шлему | Турніри Великого шлему | Турніри Великого шлему | Турніри Великого шлему | Турніри Великого шлему | Турніри Великого шлему | Турніри Великого шлему | Турніри Великого шлему | Турніри Великого шлему | Турніри Великого шлему | Турніри Великого шлему | Турніри Великого шлему | Турніри Великого шлему | Турніри Великого шлему | Турніри Великого шлему | Турніри Великого шлему | Турніри Великого шлему | Турніри Великого шлему | Турніри Великого шлему | Турніри Великого шлему | Турніри Великого шлему | Турніри Великого шлему | Турніри Великого шлему | Турніри Великого шлему | Турніри Великого шлему | Турніри Великого шлему | Турніри Великого шлему | Турніри Великого шлему | Турніри Великого шлему | 4 / 24 | 86–20 | 81.1  |
| -------------------------------------- | ---------------------- | ---------------------- | ---------------------- | ---------------------- | ---------------------- | ---------------------- | ---------------------- | ---------------------- | ---------------------- | ---------------------- | ---------------------- | ---------------------- | ---------------------- | ---------------------- | ---------------------- | ---------------------- | ---------------------- | ---------------------- | ---------------------- | ---------------------- | ---------------------- | ---------------------- | ---------------------- | ---------------------- | ---------------------- | ---------------------- | ---------------------- | ---------------------- | ---------------------- | ---------------------- | ---------------------- | ---------------------- | ---------------------- | ---------------------- | ------ | ----- | ----- |
| Відкритий чемпіонат Австралії з тенісу | A                      | A                      | A                      | A                      | A                      | A                      | A                      |                        |                        | Не проводився          | Не проводився          | Не проводився          | Не проводився          | Не проводився          | A                      | A                      |                        |                        | Not eligible           | Not eligible           | Not eligible           | Not eligible           | Not eligible           | Not eligible           | Not eligible           | Not eligible           | Not eligible           | Not eligible           | Not eligible           | Not eligible           | Not eligible           | Not eligible           | Not eligible           | Not eligible           | 0 / 0  | 0–0   | –     |
| Відкритий чемпіонат Франції з тенісу   | A                      | A                      | A                      | A                      | A                      | A                      |                        |                        | Не проводився          | Не проводився          | Не проводився          | Не проводився          | Не проводився          | Не проводився          |                        |                        | П                      | П                      | Not eligible           | Not eligible           | Not eligible           | Not eligible           | Not eligible           | Not eligible           | Not eligible           | Not eligible           | Not eligible           | Not eligible           | Not eligible           | Not eligible           | Not eligible           | Not eligible           | Not eligible           |                        | 2 / 2  | 12–0  | 100   |
| Вімблдонський турнір                   | A                      | A                      | A                      |                        |                        | ПФ                     |                        |                        | Не проводився          | Не проводився          | Не проводився          | Не проводився          | Не проводився          | Не проводився          |                        |                        | 4р                     | ЧФ                     | Not eligible           | Not eligible           | Not eligible           | Not eligible           | Not eligible           | Not eligible           | Not eligible           | Not eligible           | Not eligible           | Not eligible           | Not eligible           | Not eligible           | Not eligible           | Not eligible           | Not eligible           |                        | 0 / 3  | 12–3  | 80.0  |
| Відкритий чемпіонат США з тенісу       | 3р                     | 3р                     | ЧФ                     | 4р                     | ПФ                     | ПФ                     | 4р                     | 4р                     | ЧФ                     | ЧФ                     | Ф                      | ЧФ                     | П                      | П                      | ЧФ                     | Ф                      | ЧФ                     | ПФ                     | Not eligible           | Not eligible           | Not eligible           | Not eligible           | Not eligible           | Not eligible           | Not eligible           | Not eligible           | Not eligible           | Not eligible           | Not eligible           | Not eligible           | Not eligible           | Not eligible           | Not eligible           | 2р                     | 2 / 19 | 62–17 | 78.5  |
| Турніри Про-Слем                       | Турніри Про-Слем       | Турніри Про-Слем       | Турніри Про-Слем       | Турніри Про-Слем       | Турніри Про-Слем       | Турніри Про-Слем       | Турніри Про-Слем       | Турніри Про-Слем       | Турніри Про-Слем       | Турніри Про-Слем       | Турніри Про-Слем       | Турніри Про-Слем       | Турніри Про-Слем       | Турніри Про-Слем       | Турніри Про-Слем       | Турніри Про-Слем       | Турніри Про-Слем       | Турніри Про-Слем       | Турніри Про-Слем       | Турніри Про-Слем       | Турніри Про-Слем       | Турніри Про-Слем       | Турніри Про-Слем       | Турніри Про-Слем       | Турніри Про-Слем       | Турніри Про-Слем       | Турніри Про-Слем       | Турніри Про-Слем       | Турніри Про-Слем       | Турніри Про-Слем       | Турніри Про-Слем       | Турніри Про-Слем       | Турніри Про-Слем       | Турніри Про-Слем       | 0 / 9  | 3–13  | 18.8  |
| U.S. Pro                               | A                      | A                      | A                      | A                      | A                      | A                      | A                      | A                      | A                      | A                      |                        |                        | NH                     | A                      | A                      | A                      |                        |                        | ЧФ                     | ЧФ                     | 5th                    |                        |                        |                        |                        | ЧФ                     | ЧФ                     | ЧФ                     | ЧФ                     | ЧФ                     | ЧФ                     | A*                     |                        | NH                     | 0 / 9  | 3–13  | 18.8  |
| French Pro                             |                        | NH                     | A                      | A                      | A                      | A                      |                        |                        | Не проводився          | Не проводився          | Не проводився          | Не проводився          | Не проводився          | Не проводився          | Не проводився          | Не проводився          | Не проводився          | Не проводився          | Не проводився          | Не проводився          | Не проводився          | Не проводився          | Не проводився          | Не проводився          | Не проводився          | Не проводився          |                        | NH                     | A                      | A                      | A                      |                        |                        | NH                     | 0 / 0  | 0–0   | –     |
| Wembley Pro                            | NH                     | NH                     | A                      | A                      | NH                     | A                      | NH                     |                        | Не проводився          | Не проводився          | Не проводився          | Не проводився          | Не проводився          | Не проводився          | Не проводився          | Не проводився          | Не проводився          | A                      | A                      | A                      | A                      | A                      | A                      | NH                     | NH                     | NH                     | A                      | A                      | A                      | A                      | A                      | A                      | A                      | NH                     | 0 / 0  | 0–0   | –     |
| В-П                                    | 2–1                    | 2–1                    | 2–1                    | 2–1                    | 4–1                    | 10–2                   | 2-1                    | 3-1                    | 3–1                    | 3–1                    | 5–1                    | 2–1                    | 5–0                    | 5–0                    | 4–1                    | 6–1                    | 12–2                   | 14–2                   | 1–1                    | 1–6                    | 1–6                    |                        |                        |                        |                        | 1–1                    | 0–1                    | 0–1                    | 0–1                    | 0–1                    | 0–1                    |                        |                        | 0-1                    | 4 / 33 | 89–33 | 73.0  |